# Liste der Monuments historiques in Francheval
Die Liste der Monuments historiques in Francheval führt die Monuments historiques in der französischen Gemeinde Francheval auf.

## Liste der Objekte
| Bezeichnung                                                | Beschreibung                                   | Standort                           | Kennzeichnung | Schutzstatus | Datum | Bild |
| ---------------------------------------------------------- | ---------------------------------------------- | ---------------------------------- | ------------- | ------------ | ----- | ---- |
| Skulpturengruppe Heiliger Hubertus mit Hirsch und Jagdhund | Holz, farbig gefasst, 18. oder 19. Jahrhundert | in der Kirche Ste-Madeleine (Lage) | PM08000203    | Classé       | 1964  |      |
| Schrank                                                    | Eichenholz, 18. Jahrhundert                    | in der Kirche Ste-Madeleine (Lage) | PM08000201    | Classé       | 1964  |      |
| Skulptur Heilige Maria Magdalena                           | Holz, farbig gefasst, 18. oder 19. Jahrhundert | in der Kirche Ste-Madeleine (Lage) | PM08000202    | Classé       | 1964  |      |